# Montreuil (Pas-de-Calais)
Montreuil település Franciaországban, Pas-de-Calais megyében. Lakosainak száma 1902 fő (2022. január 1.). Montreuil Neuville-sous-Montreuil, Beaumerie-Saint-Martin, Écuires, La Madelaine-sous-Montreuil és Marles-sur-Canche községekkel határos.

## Népesség
A település népességének változása:
| Lakosok száma | 2148 | 2133 | 2251 | 2014 | 1952 | 1935 | 1913 | 1893 | 1902 |
|               | 2013 | 2015 | 2016 | 2017 | 2018 | 2019 | 2020 | 2021 | 2022 |